# Liste der Kulturdenkmäler in Fernwald
Die folgende Liste enthält die in der Denkmaltopographie ausgewiesenen Kulturdenkmäler auf dem Gebiet  der Gemeinde Fernwald, Landkreis Gießen, Hessen.
Hinweis: Die Reihenfolge der Denkmäler in dieser Liste orientiert sich zunächst an Ortsteilen und anschließend der Anschrift, alternativ ist sie auch nach der Bezeichnung oder der Bauzeit sortierbar.
Kulturdenkmäler werden fortlaufend im Denkmalverzeichnis des Landes Hessen durch das Landesamt für Denkmalpflege Hessen auf Basis des Hessischen Denkmalschutzgesetzes (HDSchG) geführt. Die Schutzwürdigkeit eines Kulturdenkmals hängt nicht von der Eintragung in das Denkmalverzeichnis des Landes Hessen oder der Veröffentlichung in der Denkmaltopographie ab.

Das Vorhandensein oder Fehlen eines Objekts in dieser Liste ist keine rechtsverbindliche Auskunft darüber, ob es Kulturdenkmal ist oder nicht: Diese Liste entspricht möglicherweise nicht dem aktuellen Stand der offiziellen Denkmaltopographie. Diese ist für Hessen in den entsprechenden Bänden der Denkmaltopographie Bundesrepublik Deutschland und im Internet unter DenkXweb – Kulturdenkmäler in Hessen einsehbar. Auch diese Quellen sind, obwohl sie durch das Landesamt für Denkmalpflege Hessen aktualisiert werden, nicht immer aktuell, da es im Denkmalbestand immer wieder Änderungen gibt.
Eine verbindliche Auskunft erteilt allein das Landesamt für Denkmalpflege Hessen.
Nutze diese Kartenansicht, um Koordinaten in der Liste zu setzen. In dieser Kartenansicht sind Kulturdenkmale ohne Koordinaten mit einem roten bzw. orangen Marker dargestellt und können in der Karte gesetzt werden. Kulturdenkmale ohne Bild sind mit einem blauen bzw. roten Marker gekennzeichnet, Kulturdenkmale mit Bild mit einem grünen bzw. orangen Marker.

## Kulturdenkmäler nach Ortsteilen

### Albach
| Bild           | Bezeichnung         | Lage | Beschreibung | Bauzeit                                | Objekt-Nr. |
| -------------- | ------------------- | --- | --- | -------------------------------------- | ---------- |
| weitere Bilder | Gesamtanlage Albach | Albach, Großgasse 2, Licher Straße 1–23, 2–14, Lindenstraße 1, Mailbacher Straße 5–17, 6–22, Schulstraße 1, 2–8, Untergasse 1–3, 2–16, 20–22 Lage | |                                        | 47143 DDB  |
| weitere Bilder | Ehem. Rathaus       | Albach, Licher Straße 8 LageFlur: 1, Flurstück: 167/2                                                                                             | Regelmäßiges Fachwerk, nimmt ländliche Motive auf, Mannfigur, zwei Giebel                                                                    | 1947 aufgestockt                       | 47144 DDB  |
| weitere Bilder | Alte Schmiede       | Albach, Licher Straße 13 LageFlur: 1, Flurstück: 10/3                                                                                             | Fachwerknebengebäude einer Hofreite, Obergeschoss im offenen Eingangsbereich durch Ständer abgestützt                                        | Anfang 19. Jahrhundert                 | 47145 DDB  |
| weitere Bilder | Ev. Kirche          | Albach, Licher Straße 15 LageFlur: 1, Flurstück: 12                                                                                               | Einschiffige Saalkirche auf rechteckigem Grundriss mit Schopfwalmdach, schlanker Dachreiter mit achteckiger Haube und quadratischem Unterbau | 1774                                   | 47146 DDB  |
| weitere Bilder |                     | Albach, Mailbacher Straße 8 LageFlur: 1, Flurstück: 86                                                                                            | Hofanlage mit verputztem Fachwerkwohnhaus | 18. Jahrhundert                        | 47147 DDB  |
| weitere Bilder |                     | Albach, Mailbacher Straße 9 LageFlur: 1, Flurstück: 119                                                                                           | Hofanlage mit verputztem Fachwerkwohnhaus und rechtsseitigem Toranbau                                                                        | 18. Jahrhundert                        | 47148 DDB  |
| weitere Bilder |                     | Albach, Mailbacher Straße 10 LageFlur: 1, Flurstück: 87                                                                                           | Fachwerkscheune | Inschrift 1668                         | 47149 DDB  |
| weitere Bilder |                     | Albach, Mailbacher Straße 12 LageFlur: 1, Flurstück: 88                                                                                           | Fachwerkscheune | Inschrift 1669, später erweitert       | 47150 DDB  |
| weitere Bilder |                     | Albach, Mailbacher Straße 16 LageFlur: 1, Flurstück: 90                                                                                           | Verputztes Fachwerkwohnhaus mit steilem Dach                                                                                                 | 17. Jahrhundert                        | 47151 DDB  |
| weitere Bilder |                     | Albach, Untergasse 3 LageFlur: 1, Flurstück: 156                                                                                                  | Fachwerkwohnhaus | Spätes 17. oder frühes 18. Jahrhundert | 47152 DDB  |
| weitere Bilder |                     | Albach, Untergasse 6 LageFlur: 1, Flurstück: 123                                                                                                  | Fachwerkwohnhaus, Freitreppe zu hoch gelegenem Eingang                                                                                       | Inschrift 1647                         | 47153 DDB  |
| weitere Bilder |                     | Albach, Untergasse 8 LageFlur: 1, Flurstück: 124                                                                                                  | Fachwerkwohnhaus mit überbautem Tor im späteren rechten Teil                                                                                 | 17. Jahrhundert                        | 47154 DDB  |
| weitere Bilder |                     | Albach, Untergasse 10 LageFlur: 1, Flurstück: 125                                                                                                 | Fachwerkwohnhaus | 18. Jahrhundert                        | 47155 DDB  |
| weitere Bilder |                     | Albach, Untergasse 11 LageFlur: 1, Flurstück: 145/1                                                                                               | Hofanlage |                                        | 47156 DDB  |

### Annerod
| Bild           | Bezeichnung                        | Lage | Beschreibung                                                                     | Bauzeit                                                      | Objekt-Nr. |
| -------------- | ---------------------------------- | --- | -------------------------------------------------------------------------------- | ------------------------------------------------------------ | ---------- |
| weitere Bilder | Gesamtanlage historischer Ortskern | Annerod, Hausener Straße 1–11, 2–18, Kirchstraße 1–11, 15–17, 6–20, Tiefenweg 1–11, 17–25, 37–39, 2–18, 30–34 Lage |                                                                                  |                                                              | 47158 DDB  |
| weitere Bilder | Gesamtanlage Tiefenweg             | Annerod, Tiefenweg 53-59, 48, 60 Lage                                                                              | Wohngebäude mit Quadermauerwerk                                                  | Frühes 20. Jahrhundert                                       | 47159 DDB  |
| weitere Bilder |                                    | Annerod, Borngasse 10 LageFlur: 1, Flurstück: 522/1                                                                | Wohnhaus mit Zierfachwerk                                                        | Anfang 20. Jahrhundert                                       | 47160 DDB  |
| weitere Bilder |                                    | Annerod, Großen-Busecker Straße 12 LageFlur: 1, Flurstück: 131                                                     | Fachwerkwohnhaus mit motivreichem Zierfachwerk                                   | Um 1900                                                      | 47161 DDB  |
| weitere Bilder |                                    | Annerod, Hausener Straße 16 LageFlur: 1, Flurstück: 128                                                            | Hüttenberger Hoftor einer Hofanlage                                              | Inschrift 1811                                               | 47162 DDB  |
| weitere Bilder |                                    | Annerod, Hausener Straße 18 LageFlur: 1, Flurstück: 141/5                                                          | 1996 freigelegtes Fachwerkwohnhaus mit Mannfiguren                               | Inschrift 1676                                               | 47163 DDB  |
| weitere Bilder | Ev. Kirche                         | Annerod, Kirchstraße 1 LageFlur: 1, Flurstück: 47/3                                                                | Gründerzeitlich schlichte Neogotik aus Mainsandstein                             | 1879                                                         | 47164 DDB  |
| weitere Bilder |                                    | Annerod, Kirchstraße 14 LageFlur: 1, Flurstück: 36                                                                 | Verputzte Fachwerkhofanlage. Teil der Gesamtanlage historischer Ortskern Annerod | 1742                                                         | 955384     |
| weitere Bilder |                                    | Annerod, Kirchstraße 15 LageFlur: 1, Flurstück: 43                                                                 | Verkleidetes Fachwerkwohnhaus mit Hofanlage                                      | Dachgeschoss im 19. Jahrhundert verändert                    | 47166 DDB  |
| weitere Bilder | Wasserwerk                         | Annerod, An der Grünberger Straße LageFlur: 6, Flurstück: 101/1                                                    | Eingeschossiger Flachbau an der B49                                              | Um 1930                                                      | 65613 DDB  |
| weitere Bilder | Hüttenberger Tor                   | Annerod, Tiefenweg 2 LageFlur: 1, Flurstück: 9                                                                     |                                                                                  | Inschrift 1818                                               | 47167 DDB  |
| weitere Bilder |                                    | Annerod, Tiefenweg 3 LageFlur: 1, Flurstück: 92/2                                                                  | Wohnhaus, Zierfachwerk mit Ziegelausfachung                                      | Gründerzeit                                                  | 47168 DDB  |
| weitere Bilder |                                    | Annerod, Tiefenweg 10 LageFlur: 1, Flurstück: 15                                                                   | Kleineres Fachwerkwohnhaus                                                       |                                                              | 47169 DDB  |
| weitere Bilder |                                    | Annerod, Tiefenweg 16, Tiefenweg 16a LageFlur: 1, Flurstück: 21/8, 21/9                                            | Hofanlage mit Fachwerkwohnhaus                                                   | 18. Jahrhundert                                              | 47170 DDB  |
| weitere Bilder |                                    | Annerod, Tiefenweg 17 LageFlur: 1, Flurstück: 84/1                                                                 | Hofanlage mit Fachwerkwohnhaus                                                   | 17. oder 18. Jahrhundert, Erdgeschoss frühes 20. Jahrhundert | 47171 DDB  |
| weitere Bilder | Ehem. Schule                       | Annerod, Tiefenweg 18 LageFlur: 1, Flurstück: 25                                                                   | Historistisches, zur Straße hin asymmetrisches Gebäude mit Eckturm               | nach 1900                                                    | 47172 DDB  |
| weitere Bilder |                                    | Annerod, Tiefenweg 25 LageFlur: 1, Flurstück: 80/5                                                                 | Verputztes Fachwerkwohnhaus                                                      | 18. Jahrhundert                                              | 47173 DDB  |
| weitere Bilder | Waage                              | Annerod, Tiefenweg 28 LageFlur: 1, Flurstück: 47/2                                                                 | Kleines Waagehäuschen mit Fachwerk                                               |                                                              | 47174 DDB  |
| weitere Bilder | Gasthaus „Zur Krone“               | Annerod, Tiefenweg 31 LageFlur: 1, Flurstück: 76/5                                                                 | Traditionsreiches Gasthaus mit Blickachse zur Kirche                             | Klassizistisch                                               | 47175 DDB  |
| weitere Bilder |                                    | Annerod, Tiefenweg 39 LageFlur: 1, Flurstück: 69/2                                                                 | Verkleidetes Fachwerkwohnhaus                                                    | 18. Jahrhundert                                              | 47176 DDB  |
| weitere Bilder |                                    | Annerod, Tiefenweg 40a LageFlur: 1, Flurstück: 56/3                                                                | Fachwerkwohnhaus, ehemals Gaststätte, heute Heimatmuseum                         | 18. Jahrhundert                                              | 47177 DDB  |
| weitere Bilder |                                    | Annerod, Tiefenweg 45 LageFlur: 1, Flurstück: 66/1                                                                 | Fachwerkwohnhaus                                                                 | 18. Jahrhundert                                              | 47178 DDB  |
| weitere Bilder |                                    | Annerod, Tiefenweg 48 LageFlur: 1, Flurstück: 60                                                                   | Wohnhaus aus Sandstein mit Quadersteinen gegliedert                              | Frühes 20. Jahrhundert                                       | 47179 DDB  |

### Steinbach
| Bild           | Bezeichnung                        | Lage                                                                                          | Beschreibung | Bauzeit                      | Objekt-Nr. |
| -------------- | ---------------------------------- | --------------------------------------------------------------------------------------------- | --- | ---------------------------- | ---------- |
| weitere Bilder | Gesamtanlage historischer Ortskern | Steinbach, An der Kirche 1–11, Hauptstraße 7–15, 27–47, 2–26, 32–50 Lage                      | |                              | 47181 DDB  |
| weitere Bilder | Gesamtanlage Rathausplatz          | Steinbach, Rathausplatz 17–23, 14–24 Lage                                                     | Baugruppe mit inselartig gelegenem Rathaus |                              | 47182 DDB  |
| weitere Bilder | Gesamteinheit Jüdischer Friedhof   | Steinbach, Goethestraße LageFlur: 7, Flurstück: 51/3                                          | 11 Grabsteine sowie Gedenkstein zur Reichspogromnacht                                                                                            | Frühes 20. Jahrhundert       | 47183 DDB  |
| weitere Bilder | Ev. Kirche                         | Steinbach, An der Kirche 11, An der Kirche LageFlur: 1, Flurstück: 4/1, 4/7, 5/3, 919/4, 96/3 | neuromanische Saalkirche auf rechteckigem Grundriss mit flachem Satteldach und fünfgeschossigem Turm mit Lungstein-Eckquaderung                  | 1845–48                      | 47184 DDB  |
| weitere Bilder |                                    | Steinbach, An der Kirche 19 LageFlur: 1, Flurstück: 1                                         | Fachwerkwohnhaus | 18. Jahrhundert              | 47185 DDB  |
| weitere Bilder |                                    | Steinbach, Hauptstraße 7 LageFlur: 1, Flurstück: 505/3                                        | Verputztes Fachwerkwohnhaus, ehemals mit Ornamentik im Louis-Seize-Stil                                                                          | 18. Jahrhundert              | 47186 DDB  |
| weitere Bilder |                                    | Steinbach, Hauptstraße 8 LageFlur: 1, Flurstück: 453/2                                        | Verputztes Fachwerkwohnhaus mit Toreinfahrt, hochgelegener Eingang mit Freitreppe, ehemals Gasthaus „Zur Krone“                                  | Im 19. Jahrhundert verändert | 47187 DDB  |
| weitere Bilder |                                    | Steinbach, Hauptstraße 12 LageFlur: 1, Flurstück: 457/1                                       | Fachwerkwohnhaus mit linksseitiger Tordurchfahrt                                                                                                 |                              | 47188 DDB  |
| weitere Bilder |                                    | Steinbach, Hauptstraße 15 LageFlur: 1, Flurstück: 500/5                                       | Fachwerkwohnhaus mit Schmuckfachwerk und hochgelegenem Eingang mit überdachter Treppe                                                            | Mitte 18. Jahrhundert        | 47189 DDB  |
| weitere Bilder |                                    | Steinbach, Hauptstraße 16 LageFlur: 1, Flurstück: 461/2                                       | Verputztes Fachwerkwohnhaus | 18. Jahrhundert              | 47190 DDB  |
| weitere Bilder |                                    | Steinbach, Hauptstraße 26 LageFlur: 1, Flurstück: 471/2                                       | Verputztes Fachwerkwohnhaus Obergeschoss stark ausgekargt                                                                                        | 18. Jahrhundert              | 47191 DDB  |
| weitere Bilder | Backhaus                           | Steinbach, Hauptstraße 40 LageFlur: 1, Flurstück: 12                                          | Schmuckloser klassizistischer eingeschossiger Lungsteinbau                                                                                       | Anfang 19. Jahrhundert       | 47192 DDB  |
| weitere Bilder |                                    | Steinbach, Hauptstraße 46 LageFlur: 1, Flurstück: 23/2                                        | Fachwerkwohnhaus mit Hüttenberger Tor | 19. Jahrhundert              | 47193 DDB  |
| weitere Bilder |                                    | Steinbach, Hauptstraße 48 LageFlur: 1, Flurstück: 24/3                                        | Fachwerkwohnhaus mit verschiefertem Giebel | 19. Jahrhundert              | 47194 DDB  |
| weitere Bilder |                                    | Steinbach, Lahnstraße 3 LageFlur: 1, Flurstück: 441                                           | Fachwerkwohnhaus | Inschrift 1836               | 47195 DDB  |
| weitere Bilder |                                    | Steinbach, Lahnstraße 19 LageFlur: 1, Flurstück: 420/1                                        | Fachwerkwohnhaus mit seitlichem Fachwerkeingang                                                                                                  | Frühes 19. Jahrhundert       | 47196 DDB  |
| weitere Bilder | „Petri-Stein“                      | Steinbach, Höhler LageFlur: 9, Flurstück: 2                                                   | Gedenkstein für einen Mord und die Verurteilung                                                                                                  | 1859                         | 404716 DDB |
| weitere Bilder |                                    | Steinbach, Rathausplatz 14 LageFlur: 1, Flurstück: 517/2                                      | Fachwerkwohnhaus schräg zur Straße am Rathaus stehend                                                                                            | 18. Jahrhundert              | 47197 DDB  |
| weitere Bilder |                                    | Steinbach, Rathausplatz 16, Rathausplatz 18 LageFlur: 1, Flurstück: 518/2, 520/1              | Fachwerkdoppelwohnhaus mit gemeinsamer mittiger Tordurchfahrt, schräg zur Straße am Rathaus stehend                                              | Spätes 18. Jahrhundert       | 47198 DDB  |
| weitere Bilder | Ehem. Rathaus                      | Steinbach, Rathausplatz 17 LageFlur: 1, Flurstück: 990/3                                      | Verputzter streng gegliederter rechteckiger Bau mit Gesimsband, verschieferter Dachreiter, inselartig von Straßen umgeben, als Sparkasse genutzt |                              | 47199 DDB  |
| weitere Bilder |                                    | Steinbach, Rathausplatz 19 LageFlur: 1, Flurstück: 376/2                                      | Verputztes Fachwerkwohnhaus | 18. Jahrhundert              | 47200 DDB  |
| weitere Bilder |                                    | Steinbach, Rathausplatz 23 LageFlur: 1, Flurstück: 374/1                                      | Verputztes Fachwerkwohnhaus | 18. Jahrhundert              | 47201 DDB  |
| weitere Bilder |                                    | Steinbach, Rathausplatz 24 LageFlur: 1, Flurstück: 529/4                                      | Verputztes Fachwerkwohnhaus | 18. Jahrhundert              | 47202 DDB  |